# سید محمدعلی زابلی
سید محمدعلی زابلی(۱۳۳۰) یک روحانی اهل سیستان و بلوچستان بود. او پیش از انقلاب ۱۳۵۷ از مخالفان رژیم شاه محسوب می‌شد.
او در دوره دوم انتخابات مجلس شورای اسلامی از زاهدان نامزد ورود به مجلس شد. در آن دوره علی اکبر ناطق نوری به عنوان وزیر کشور صلاحیت وی را برای نامزدی در انتخابات رد کرد. این امر منجر به اعتراض در زاهدان گردید. به دنبال این واقعه طرفداران زابلی دفتر امام جمعه و نماینده ولی فقیه را آتش زدند و به استانداری جمله کردند. در این شورش ۳ نفر کشته شدند. استاندار وقت سیداحمد نصری به دستور علی اکبر ناطق نوری اقدام به شلیک به معترضان کرد.
به دستور وزیر کشور برای برخورد با معترضان علی  فلاحیان فرمانده کمیته انقلاب اسلامی، و عباس آخوندی (معاونت سیاسی و اجتماعی وزارت کشور در آن زمان) در منطقه حاضر شده و به مقابله با معترضان پرداختند.
به دعوت فلاحیان و آخوندی و به بهانه صحبت با محمدعلی زابلی وی به استانداری فراخوانده شده و وی در آنجا خلع لباس و دستگیر می‌شود.

## روایت ناطق نوری از ماجرا
در انتخابات مجلس دوم، آقای سیدمحمدعلی زابلی از سیستان را شورای نگهبان ردّ صلاحیت کرده بود. ایشان روحانی بود و خیلی هم قیافه علمایی داشت. برخی از سیستانی‌ها هم شورش کرده دفتر امام جمعه ـ آقای عبادی ـ را آتش زدند و سپس به طرف استانداری حرکت کرده بودند که آنجا را تصرّف کنند. آقای سیداحمد نصری، که استاندار آنجا بود، تلفن زد و گفت: "حاج آقا، دارند به طرف استان‌داری می‌آیند ما چه کار کنیم؟"
گفتم: "کوتاه نیایید، برخورد کنید".
جمعه ظهر بود، به آقای آخوندی که برای تشکیل شورای تأمین ویژه به ارومیه رفته بود، گفتم: مستقیماً از همان‌جا به زاهدان برود. اتّفاقاً در آن جمعه، آقای شمخانی هم حضور داشتند، لذا این دو نفر، به اتّفاق، به زاهدان پرواز کردند و جمعه بعد از ظهر کنترل اوضاع را در اختیار گرفتند و آقای فلاحیان نیز روز بعد به آنها پیوست. آقای فلاحیان و آخوندی و شمخانی را با نیرو و امکانات و اختیارات به آنجا فرستادم.
فردا صبح، آقای زابلی را قانع کردند که به استانداری برود. آقای آخوندی زنگ زد و گفت: "آقای زابلی اینجاست، چه کار کنیم؟" گفتم: "به ایشان احترام بگذارید، امّا عمّامه ایشان را بردارید و چشم‌هایش را ببندید و او را به زندان بیندازید".
آقای آخوندی گفت: "این کار هزینه بالایی دارد».
گفتم: "همین که دستور می‌دهم عمل کنید".
آنها آقای زابلی را زندان انداختند و با اغتشاش‌گران نیز برخورد کرده، سه نفر را کشتند.
آقای حسینی، نماینده سیستان در مجلس، جوّسازی علیه استاندار به راه انداخت و اظهار کرد: "استاندار آدم‌کش"، لذا به مجلس رفتم و در جلسه غیرعلنی ماجرای زاهدان را برای نمایندگان تشریح کردم و گفتم: این منطقه حسّاس است و بسیاری از منافقین و فرصت‌طلبان می‌خواستند از این ماجرا سوء استفاده کنند. استاندار آدم‌کش نیست، من دستور دادم تا پانصد نفر را بکشند، امّا برای پانصد و یکمین نفر باید مجدّداً دستور بگیرند. من شاه سلطان حسین نیستم که کوتاه بیایم. بنده را به جرم آدم‌کشی محاکمه کنید و به قوّه قضاییه هم اعلام کردم متّهم نه فرماندار، نه استاندار است، بلکه من هستم. و ماجرای زاهدان نیز بدین صورت پایان یافت».